# Hampstead (London)

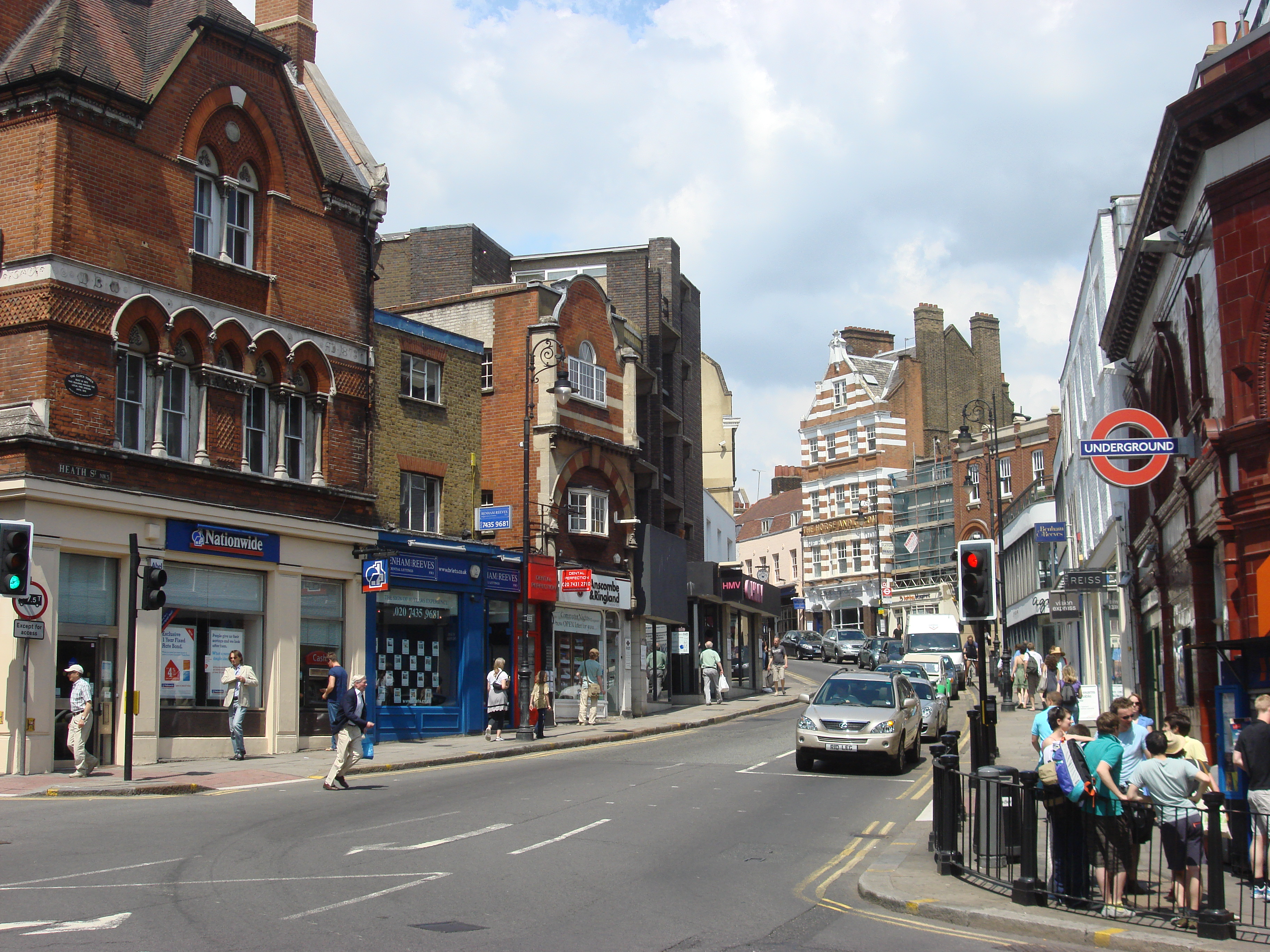
Blick auf Holly Hill und den Eingang zur U-Bahn-Station Hampstead (rechts)

Hampstead ist ein Londoner Stadtteil im Bezirk Camden und eines der bevorzugten Wohnviertel der britischen Hauptstadt.
Kein anderer Ort im Vereinigten Königreich verfügt über mehr Millionäre. Diese neue Klientel verdrängt zunehmend „Hampsteads traditionelle Intellektuelle“, die „Pfeife rauchten, Bücher schrieben (die sich oft nicht verkauften) und sich für nukleare Abrüstung einsetzten“, wie David Wade in der Zeitung The Telegraph schrieb.

## Toponymik
Sein ursprünglicher Name war Hamestede, die altenglische Bezeichnung für das heutige englische Wort homestead, das so viel wie „Kleinsiedlung“ bedeutet.

## Geschichte
Abgesehen von Funden, die belegen, dass bereits vor rund 9000 Jahren Jäger im Bereich des heutigen Hampstead lebten, wurde der Grundstein zum späteren Dorf erst rund 1000 n. Chr. durch die Anlage einer kleinen Siedlung gelegt.
Die Entwicklung von Hampstead beschleunigte sich im 17. und 18. Jahrhundert. Einen entscheidenden Anteil hieran hatte die Entdeckung von Eisenwasser und seiner gesundheitsfördernden Wirkung, sodass der Ort ein beliebtes Heilbad wurde. Obwohl Hampstead seit dem späten 18. Jahrhundert kein Kurort mehr ist, hat es sich den Ruf eines beliebten Londoner Vorortes für eine wohlhabende Klientel erhalten.
Ein weiterer Wachstumsschub setzte in der zweiten Hälfte des 19. Jahrhunderts ein, nachdem Hampstead einen Bahnhof erhalten hatte und so eng mit London verbunden war. Seit 1907 ist Hampstead auch an das Londoner U-Bahn-Netz angeschlossen. Bereits 1888 erfolgte die Eingemeindung zu London.

## Höhenrekord
Unmittelbar vor dem Heath House, am Zusammentreffen der Straßen North End Way und Heath Street, befindet sich die höchste Stelle Londons: 134 Meter über N.N. und sechs Meter oberhalb des Kreuzes von St Paul’s Cathedral.

## Bekannte Einwohner

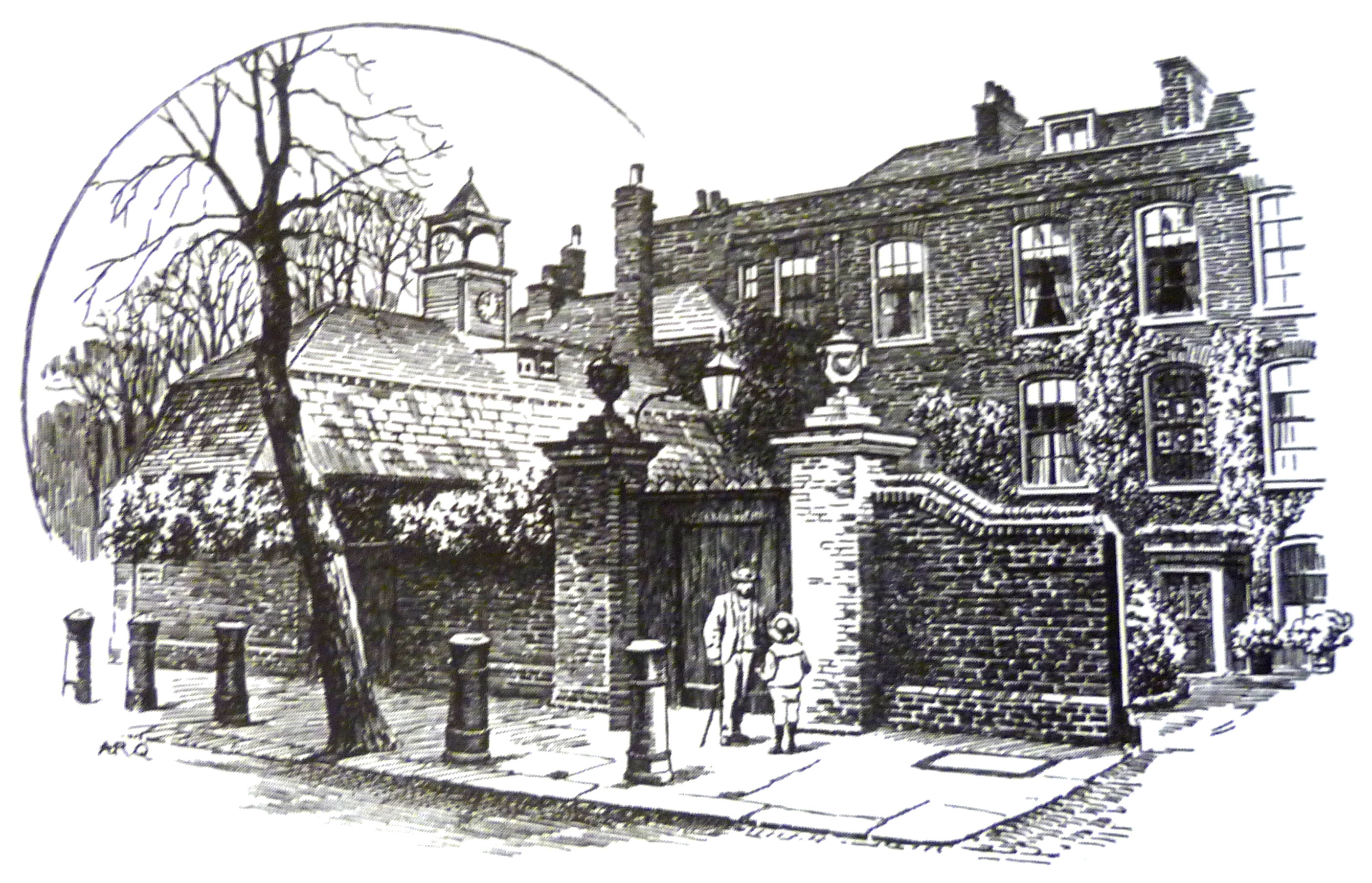
Die Cannon Hall nach einer Zeichnung von A. R. Quinton aus dem Jahr 1911.

Viele bekannte Persönlichkeiten, vorwiegend aus der Künstlerszene haben sich im Lauf der vergangenen Jahrhunderte in Hampstead niedergelassen, und kein anderer Londoner Stadtteil verfügt über so viele Blue Plaques.
Kaum eine Künstlerfamilie aber war so mit Hampstead verbunden wie die Familie Du Maurier. 1870 hatte der Mitarbeiter der Zeitschrift Punch und spätere Schriftsteller George du Maurier seinen Wohnsitz im Haus Nummer 27 an der Church Row bezogen, in dem 1873 sein Sohn Gerald geboren wurde. Anschließend zog George du Maurier mit seiner Familie ins New Grove House am Hampstead Grove. Dort stellte er in seinem ersten Roman, Peter Ibbetson, gedanklich die Verbindung zwischen Hampstead und dem Pariser Stadtteil Passy, dem Ort seiner Kindheit, her: „Hampstead war mein Passy – der Leg-of-Mutton Pond mein Mare d’Auteuil; Richmond war mein Saint-Cloud, mit den Kew Gardens anstelle des Bois de Boulogne; und Hampton Court ergab ein schönes Versailles.“
Sein Sohn Gerald bezog 1916 die Cannon Hall am Cannon Place in Hampstead, die er bis zu seinem Tod am 11. April 1934 bewohnte. Dort wuchs seine Tochter Daphne auf, die in den 1930er Jahren mit ihrem Mann an der Hampsteader Well Road wohnte. Ihr Vater Gerald und ihr Großvater George sind auf dem Friedhof der Hampstead Parish Church an der Church Row begraben.

### Dichter und Schriftsteller

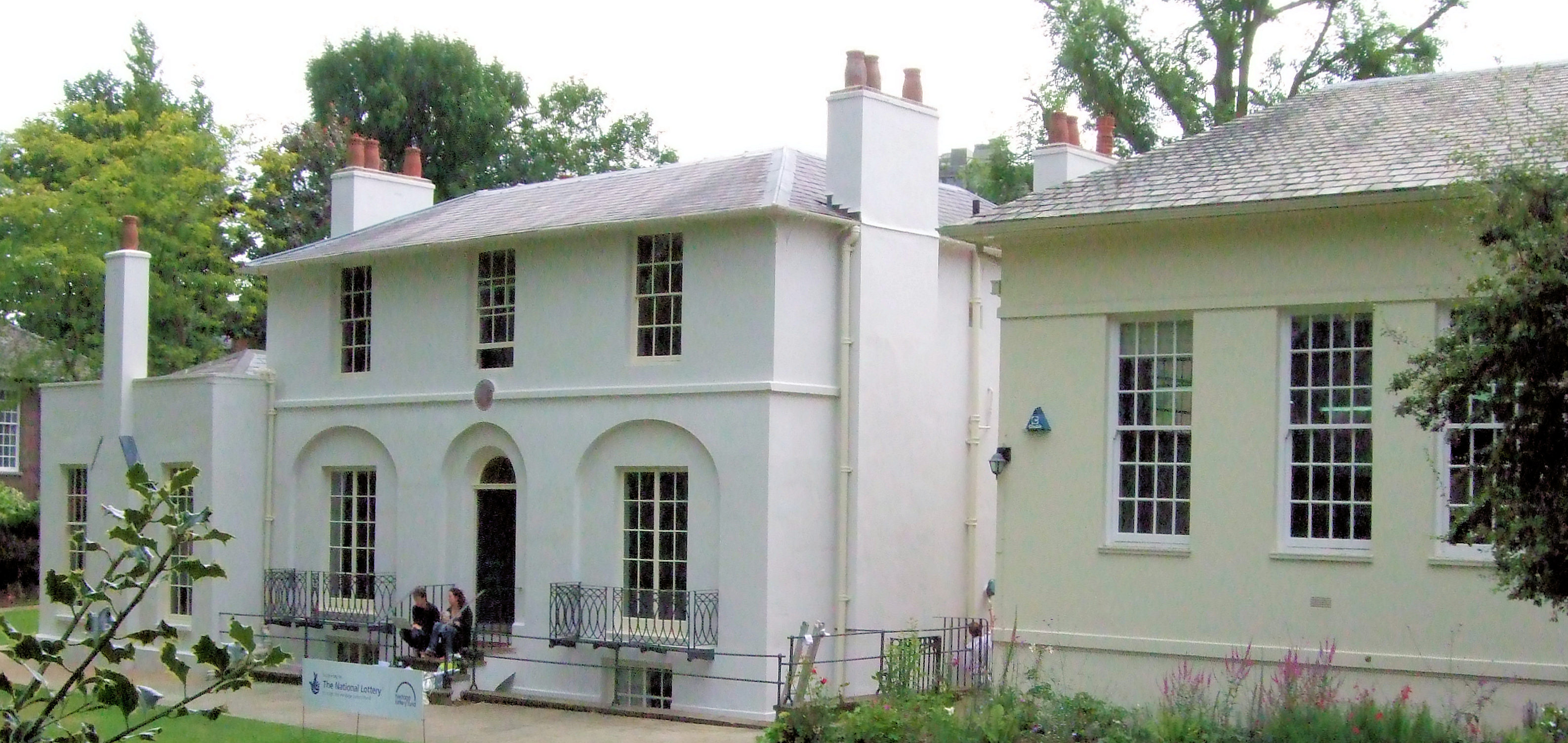
Keats House (links) und Heath Branch Public Library (rechts).

Neben John Keats (er wohnte zunächst unter Nummer 46 des Well Walk und danach im heutigen Keats House am Keats Grove), einem der bedeutendsten Dichter der englischen Romantik, lebten eine Reihe von weiteren Schriftstellern und Dichtern in Hampstead. Zu den bekanntesten zählen John le Carré (Gayton Crescent No. 1), D. H. Lawrence (Willoughby Road No. 30 und Byron Villas No. 1, The Vale of Health), Katherine Mansfield (East Heath Road No. 17), Edgar Wallace (Vale Lodge, The Vale of Health) und H. G. Wells (Church Row No. 17) sowie die Literaturnobelpreisträger der Jahre 1913 und 1932, Rabindranath Thakur (Villas on the Heath No. 3, The Vale of Health) und John Galsworthy (Grove Lodge, Admiral’s Walk). Zu nennen wären ferner noch Thomas Masaryk (Platt’s Lane), der 1918 zum ersten Präsidenten der Tschechoslowakei gewählt wurde und dieses Amt bis 1935 ausübte, sowie die Kinderbuchautorin Eleanor Farjeon, die das Haus Nummer 20 am Perrins’s Walk von 1920 bis zu ihrem Tod 1965 für die Dauer von 45 Jahren bewohnte.

### Maler
Zu den bekanntesten Malern, die einen Wohnsitz in Hampstead hatten, gehören neben John Constable (Well Walk No. 40, Downshire Hill No. 25 und Lower Terrace No. 2) unter anderem Roger Fry (Willow Road No. 22), Kate Greenaway (Frognal No. 39), John Heartfield (Downshire Hill No. 47), James McNeill (Heath End House, Spaniards Road), George Romney (Romney’s House, Holly Bush Hill) sowie Dante Gabriel Rossetti und Lizzie Siddal, die gemeinsam im Spring Cottage an der Downshire Hill lebten.

### Schauspieler
Zu den bekannten Künstlern der Schauspielszene, die in Hampstead lebten, gehören (in alphabetischer Reihenfolge) Peggy Ashcroft (Hill Mansions, Downshire Hill), Alan Bates (Lavender Cottage, The Vale of Health), Richard Burton (Squire’s Mount), Marty Feldman (The Logs, Well Road), Ricky Gervais, Jeremy Irons mit Sinéad Cusack (Well Walk No. 26), Peter O’Toole mit Siân Phillips (Heath Street No. 98), Paul Robeson (The Chestnuts, Branch Hill), Peter Sellers (Northwood Lodge, Oak Hill Park), Sarah Siddons (Capo di Monte, Windmill Hill), Elizabeth Taylor, die in Hampstead geboren wurde und mit ihrem Ehemann, Richard Burton, lebte, sowie Conrad Veidt (Platt’s Lane No. 69).

### Musiker
Zu den bekanntesten Persönlichkeiten aus der Musikszene, die in Hampstead wohnten, gehören die Sängerin Dusty Springfield, die hier geboren wurde, sowie die Sänger Boy George, Sam Smith und Sting (Frognal No. 108) sowie der Pink-Floyd-Schlagzeuger Nick Mason (Downshire Hill). Ferner lebten dort die Dirigenten Thomas Beecham (Bellmoor, East Heath Road) und William Walton (Hollyberry Lane) sowie die Ballerinen Tamara Karsawina (Frognal No. 108) und Anna Pawlowa. Letztere bewohnte das Ivy House an der Inverforth Close von 1912 bis zu ihrem Tod 1931. Außerdem wurde hier der Hello-Gitarrist und -Sänger Keith Marshall geboren. Letzteres gilt ebenso für den Musikproduzenten Roy Thomas Baker.

### Politiker
Zu den bekanntesten Politikern mit Wohnsitz in Hampstead gehören vier ehemalige Premierminister des Vereinigten Königreichs: Herbert Henry Asquith (Keats Grove No. 12), William Grenville (Littleworth, North End Way), Ramsay MacDonald (Frognal House, Frognal No. 103) und William Pitt (Pitt House, North End Avenue). Ferner lebten hier Michael Foot (Rosslyn Hill, Pilgrim’s Lane), der von 1980 bis 1983 Vorsitzender der Labour Party war, und Charles de Gaulle, der spätere französische Staatspräsident, während seines Exils von 1940 bis 1942 (Frognal House an der Frognal Street).

### Wissenschaftler

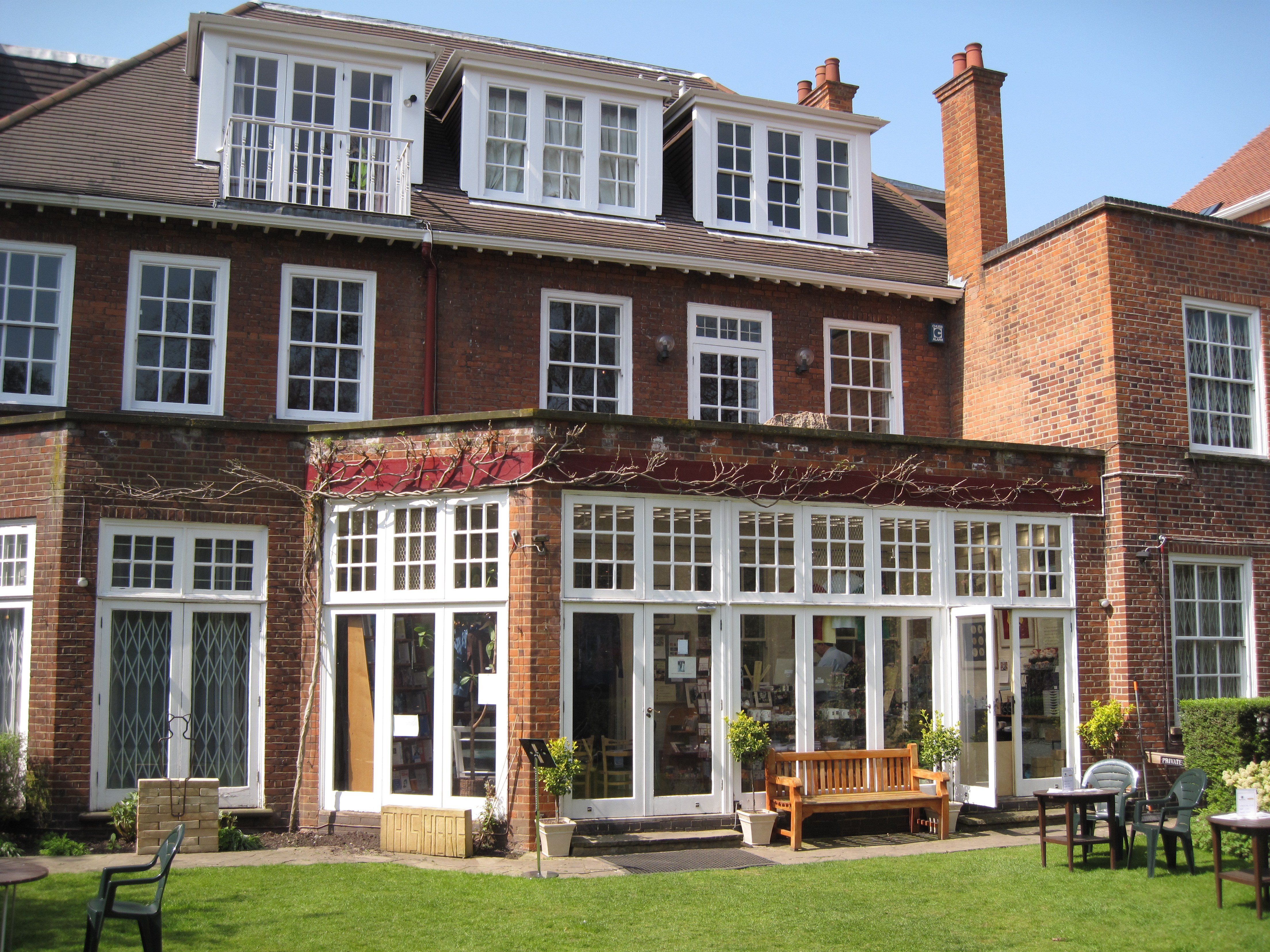
Freud Museum (Gartenansicht)

1813 wurde in Hampstead George Windsor Earl geboren, der sich einen Namen als Orientalist machte. Neben dem Begründer der Psychoanalyse, Sigmund Freud, der 1938 das Haus Nummer 20 an den Maresfield Gardens bezog, das bis 1982 von seiner jüngsten Tochter Anna bewohnt und 1986 in ein Museum umgewandelt wurde, lebten unter anderem der Physiker J. D. Bernal (Downshire Hill No. 35), der Biologe Peter Medawar (Downshire Hill No. 25), der Mathematiker Karl Pearson (Well Road No. 7) und der Ägyptologe Flinders Petrie (Cannon Place No. 5 und Well Road) in Hampstead.

### Weitere nennenswerte Anwohner
Der Zeitungsmagnat Alfred Harmsworth (Pitt House, North End Avenue), der Geheimagent George Blake und die Architekten Charles Rennie Mackintosh und Ernő Goldfinger lebten an der Willow Road. Goldfinger machte sich durch seine Beton-Architektur bei zahlreichen Bewohnern Hampsteads unbeliebt. Sein Name erlangte durch die Verfilmung des Romans Goldfinger von Ian Fleming internationale Bekanntheit.
Der erste Bischof von Neuseeland und spätere Bischof von Lichfield, George Augustus Selwyn ist in Hampstead geboren.

## Öffentlicher Nahverkehr Stationen
- Hampstead, Northern Line
- Belsize Park, Northern Line
- Finchley Road, Jubilee Line
- Hampstead Heath, North London Line
- Swiss Cottage, Jubilee Line